# Ретин
Ретин — река в России, протекает по Талицкому району Свердловской области. Устье реки находится в 274 км по правому берегу реки Пышма. Длина реки составляет 31 км.

## Притоки
- Отнога
- Рыбникова
- Кропивка
- Белая
- Скакунка

## Населённые пункты
- Истоур
- Ретина

## Данные водного реестра
По данным государственного водного реестра России относится к Иртышскому бассейновому округу, водохозяйственный участок реки — Пышма от Белоярского гидроузла и до устья, без реки Рефт от истока до Рефтинского гидроузла, речной подбассейн реки — Тобол. Речной бассейн реки — Иртыш.
Код объекта в государственном водном реестре — 14010502212111200008119.